# Erythrodiplax hyalina
Erythrodiplax hyalina ist eine Libellenart aus der Unterfamilie Sympetrinae. Sie wurde 1907 durch Förster als Unterart von Erythrodiplax nigricans erstbeschrieben. In seiner Revision der Gattung erhob sie Donald Joyce Borror jedoch zur Art und ordnete sie in die Basalis-Gruppe ein. Die Art kommt im südlichen Brasilien, Paraguay und Uruguay vor.

## Merkmale
Der bei den Männchen zwischen 20,0 und 23,5 Millimeter und bei den Weibchen zwischen 18,5 und 23,5 Millimeter lange Hinterleib (Abdomen) ist bei beiden Geschlechtern anfangs bräunlich gelb. Auffallend ist dabei besonders ein vom Dritten bis zum zehnten Segment reichendes, seitliches schwarzes Band. Dabei ist es jeweils am Beginn der Segmente vier bis sechs sowie am Anfang des Zehnten unterbrochen. Der dorsale Kiel ist schwarz. Mit dem Alter dunkeln die Männchen aus, bis sie schlussendlich fast schwarz sind. Die Weibchen sind von Anfang an etwas dunkler, dunkeln dafür aber nicht nach. Die schwarze Farbe des dorsalen Kiels verbreitert sich bei den Weibchen zudem auf den Segmenten acht und neun merklich. 
Auch der Thorax ist bei alten Männchen schwarz. Bei Jungtieren und Weibchen ist er braungelb. Die Flügel sind, bis auf einen kleinen bräunlichen gelben Fleck durchsichtig. Das zwischen drei und vier Millimeter große Flügelmal (Pterostigma) ist gelbbraun, während die Membranula braun ist. Die Länge der Hinterflügel misst bei den männlichen Tieren zwischen 24,0 und 26,0 Millimeter; bei den weiblichen 26,0 Millimeter.

## Ähnliche Arten
Erythrodiplax hyalina ähnelt Erythrodiplax nivea, die allerdings leicht über den opal gerandeten Flügelfleck abgegrenzt werden können.